# Huaroc
Huaroc (en ortografía quechua: Waruq, del qu. waru 'canasta o plataforma de un puente de cuerda para cruzar ríos') es un sitio arqueológico en Perú Está situado en la región de Huánuco, provincia de Yarowilca, distrito de Chavinillo